# Hot-Springs-Nationalpark
Der Hot-Springs-Nationalpark ist ein US-Nationalpark im Bundesstaat Arkansas am Rand der Ortschaft Hot Springs und der Ouachita Mountains. Im Park befinden sich mehrere heiße Quellen (engl. Hot Springs). 
Bereits am 20. April 1832 wurden die Quellen durch einen Parlamentsbeschluss als Hot Springs Preserve der Öffentlichkeit zugänglich gemacht. Dabei war es nicht das Ziel die heißen Quellen in ihrer natürlichen Umgebung zu erhalten, sondern heißes Wasser für die Bevölkerung zur Verfügung zu stellen. Das Quellwasser fließt am westlichen Hang den Berg Hot Spring Mountain hinunter und wird in Becken gesammelt. Die Ausweisung des Hot Springs Preserve 1832 war die erste Ausweisung eines Schutzgebietes in den USA. Seit 1983 steht auf dem Hot Spring ein Aussichtsturm, der Hot Spring Mountain Tower. Das Schutzgebiet umfasst auch den Wasserkreislauf, aus dem die Quellen gespeist werden. 1921 wurde die Umgebung des Ortes Hot Springs mit den Quellen als Nationalpark ausgewiesen. Der Hot Springs National Park war zunächst 900 acres (360 ha) groß und wurde später auf 5000 acres (2000 ha) ausgeweitet. Es ist nach dem Gateway Arch Nationalpark in St. Louis der flächenmäßig zweitkleinste Nationalpark der USA. Er wird vom National Park Service betreut.
Dem heißen Wasser wurden Heilwirkungen nachgesagt und es wurde für therapeutische Zwecke genutzt. Von weit her sind Menschen zu den heißen Quellen gekommen. Auch heute noch kann im Quellwasser gebadet werden. Die alten Badehäuser stehen unter Denkmalschutz (National Historic Landmark).